# Ziemia jest niebieska jak pomarańcza
Ziemia jest niebieska jak pomarańcza (ukr. Земля блакитна, ніби апельсин) – ukraińsko-litewski film dokumentalny z 2020 roku w reżyserii Iryny Ciłyk.

## Opis fabuły
36-letnia samotna matka z czwórką dzieci od kilku lat żyje w strefie działań wojennych, w Donbasie. Mimo zagrożenia wojną, rodzina próbuje żyć normalnie. Największą pasją Ganny i jej dzieci jest kino, sami próbują realizować krótkie filmy inspirowane ich życiem w warunkach wojennych. W tych warunkach kręcenie filmów pełni rolę terapeutyczną, aby traumę wojny przemienić w działania twórcze.
Tytuł filmu pochodzi z wydanego w roku 1929 wiersza francuskiego poety Paula Éluarda. Film realizowano w Kurachowie, Awdijiwce, Krasnohoriwce i w Kijowie. Polska premiera filmu odbyła się 6 września 2020 na festiwalu Millennium Docs Against Gravity.

## Obsada
- Ganna Gladka
- Stanisław Gladki
- Anastasija Trofymczuk
- Myrosława Trofymczuk
- Władysław Trofymczuk

## Nagrody
- 2020: Biografilm Festiwal (Włochy)
  - Nagroda Hery za najlepszy debiut

- 2020: Dokufest International Documentary and Short Film Festival (Prizren)
  - Nagroda Praw Człowieka

- 2020: International Human Rights Documentary Film Festival (Kijów)
  - Nagroda Praw Człowieka (Special Mention)

- 2020: Nagroda Ukraińskich Krytyków Filmowych
  - Nagroda Krytyków Kinokolo

- 2020: Millenium Docs Against Gravity
  - Nagroda za najlepsze zdjęcia do filmu
  - Nagroda Grand Prix Banku Millenium
  - Nagroda Art Doc

- 2020: Festiwal Filmowy w Zurychu
  - Special Mention

- 2020: Międzynarodowy Festiwal Filmowy w Reykjavíku
  - Special Mention

- 2021: Cinema Eye Honors Awards (Stany Zjednoczone)
  - Spotlight Award

- 2021: Międzynarodowy Festiwal Filmowy w Seattle
  - Nagroda dla najlepszego filmu dokumentalnego

- 2021: Nagroda Ukraińskiej Akademii Filmowej
  - Złoty Dziga dla najlepszego filmu dokumentalnego